# Brzezińskie Holendry
Brzezińskie Holendry (niem. Briesener Holland) – wieś w Polsce położona w województwie wielkopolskim, w powiecie konińskim, w gminie Krzymów.
| SIMC    | Nazwa     | Rodzaj     |
| ------- | --------- | ---------- |
| 0289006 | Dąbrówka  | część wsi  |
| 0289012 | Kocietowy | część wsi  |
| 0289035 | Ługi      | przysiółek |
| 0289029 | Skrzynka  | część wsi  |

W latach 1975–1998 miejscowość administracyjnie należała do województwa konińskiego.